# Tambja morosa
Tambja morosa is een zeenaaktslak uit de familie van de Polyceridae.
De slak heeft een lengte tot zo'n 7 centimeter. De basiskleur is groenzwart met tekening in helderblauw. De kieuwen steken als tentakels uit op de rug en zijn blauw aan de buitenkant. Het voedsel bestaat uit het plantvormige mosdiertjes.
De soort is bekend van de oostkust van Afrika, via de Filipijnen en Indonesië tot Hawaï en het noorden van Nieuw-Zeeland.